# Chloroclystis melampepla
Chloroclystis melampepla är en fjärilsart som beskrevs av Louis Beethoven Prout 1958. Chloroclystis melampepla ingår i släktet Chloroclystis och familjen mätare. Inga underarter finns listade i Catalogue of Life.